# Плесновская волость

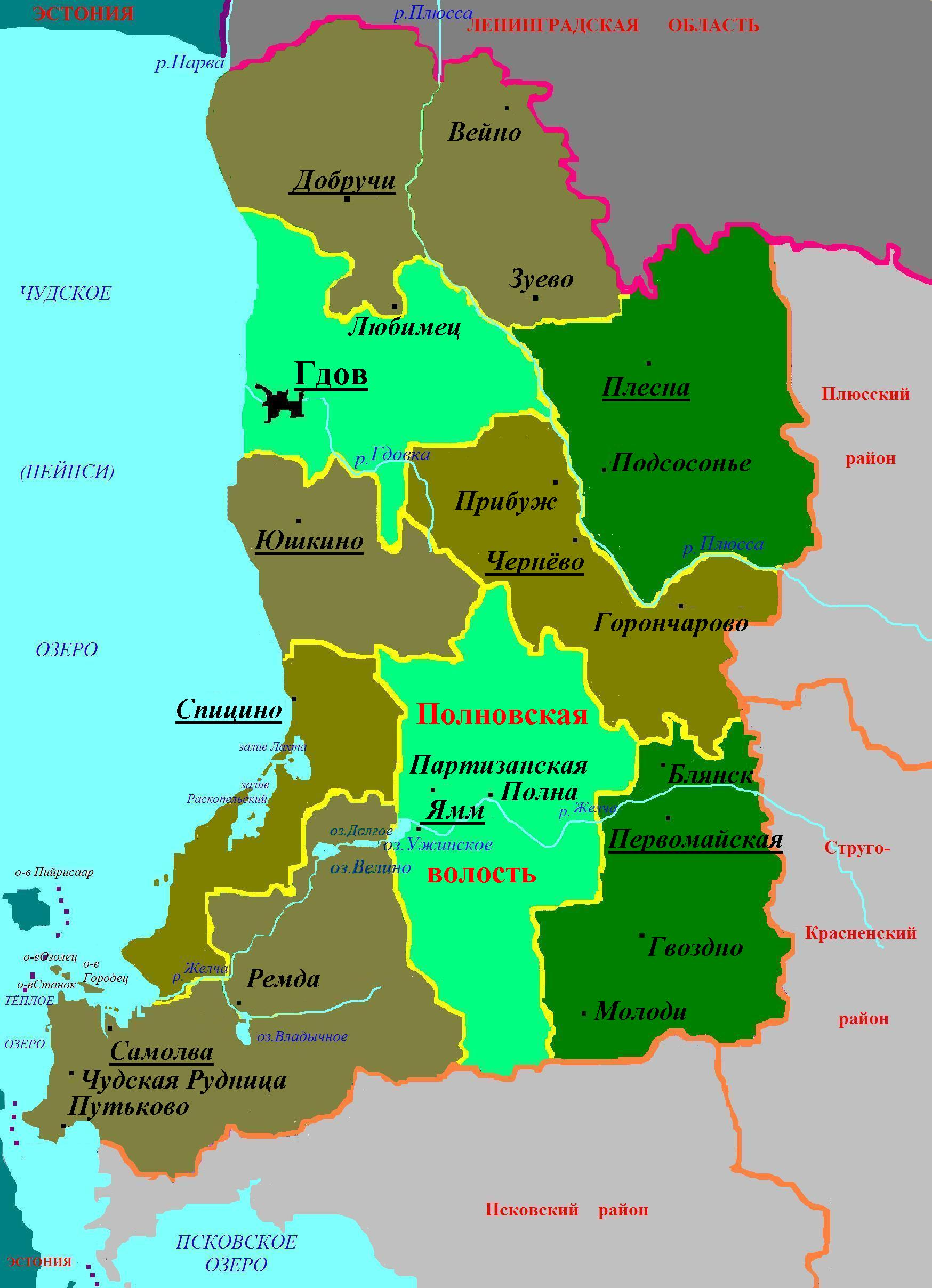
Административное деление Гдовского района в 2006—2015 годах

Плесновская волость — административно-территориальная единица 3-го уровня и муниципальное образование со статусом сельского поселения в Гдовском районе Псковской области России.
Административный центр — деревня Плесна.

## География
Территория волости граничит на северо-западе с городским поселением Гдов, на юге и западе — с Чернёвской волостью, на севере — с Добручинской волостью Гдовского района и Ленинградской областью, на востоке — Плюсским районом Псковской области.

## Население
| 2002 | 2010 | 2012 | 2013 | 2014 | 2015 | 2016 |
| ---- | ---- | ---- | ---- | ---- | ---- | ---- |
| 578  | ↘298 | ↘282 | ↘262 | ↘249 | ↘238 | ↘223 |
| 2017 | 2018 | 2019 | 2020 | 2021 |      |      |
| ↘219 | ↘208 | ↘184 | ↘181 | ↗250 |      |      |

## Населённые пункты
В состав Плесновской волости входят 29 населённых пунктов (деревень):
| №  | Населённый пункт | Тип     | Население, чел. |
| -- | ---------------- | ------- | --------------- |
| 1  | Бельковка        | деревня | ↘0              |
| 2  | Благодать        | деревня | ↘1              |
| 3  | Блынки           | деревня | ↘7              |
| 4  | Брод             | деревня | ↘39             |
| 5  | Васильевщина     | деревня | ↘10             |
| 6  | Гверёздка        | деревня | ↗13             |
| 7  | Гостичево        | деревня | ↘4              |
| 8  | Дворище          | деревня | ↘2              |
| 9  | Дедино           | деревня | ↘10             |
| 10 | Дехино           | деревня | ↗8              |
| 11 | Дуброво          | деревня | ↘3              |
| 12 | Захонье          | деревня | →1              |
| 13 | Каменка          | деревня | ↘4              |
| 14 | Кареловщина      | деревня | →1              |
| 15 | Ловыни           | деревня | ↗14             |
| 16 | Ломово           | деревня | →0              |
| 17 | Моклочно         | деревня | ↘0              |
| 18 | Новый Опель      | деревня | ↘3              |
| 19 | Плесна           | деревня | ↘106            |
| 20 | Подложье         | деревня | ↘4              |
| 21 | Подосье          | деревня | →4              |
| 22 | Подсосонье       | деревня | ↘32             |
| 23 | Подшарье         | деревня | →0              |
| 24 | Радоселье        | деревня | ↘5              |
| 25 | Славотино        | деревня | ↘5              |
| 26 | Тербачёво        | деревня | ↘4              |
| 27 | Хворки-1         | деревня | ↗1              |
| 28 | Щепец            | деревня | ↘12             |
| 29 | Язьво            | деревня | ↘6              |

## История
До 1927 года территория поселения входила в состав Гдовского уезда Санкт-Петербургской (Петроградской) губернии. В 1927 году она вошла в Гдовский район Ленинградской области в виде ряда сельсоветов.
Решением Псковского облисполкома от 28 сентября 1965 года из части Чернёвского сельсовета и из части упразднённого Васильевщинского сельсовета был образован Плесновский сельсовет.
Постановлением Псковского областного Собрания депутатов от 26 января 1995 года все сельсоветы в Псковской области были переименованы в волости, в том числе Плесновский сельсовет был превращён в Плесновскую волость.
Законом Псковской области от 28 февраля 2005 года в границах волости было образовано также муниципальное образование Плесновская волость со статусом сельского поселения с 1 января 2006 года в составе муниципального образования Гдовский район со статусом муниципального района.

## Известные люди
На территории сельского поселения родились:
- Комарова, Наталья Владимировна — российский государственный деятель, губернатор Ханты-Мансийского АО — Югры (с 2010 по 2024 гг.), родилась в деревне Язьво 21 октября 1955 года.
- Савичева, Таня Николаевна — жительница Блокадного Ленинграда, родилась в селе Дворищи 23 января 1930 года.